# Orchestes fagi
Charançon du hêtre
Espèce
Synonymes
- Curculio fagi Linnaeus, 1758
- Curculio calcar Fabricius, 1787
- Curculio fragariae Fabricius, 1792
- Rhynchaenus luteicornis Chevrolat, 1871
- Curculio rhododactylus Marsham, 1802
- Curculio rhodopus Marsham, 1802
- Curculio subater Müller, 1776
- Rhynchaenus fagi (Linnaeus, 1758)
- Orchestes fagi (Linnaeus, 1758)

Le charançon du hêtre (Orchestes fagi) est une espèce d'insectes coléoptères de la famille des Curculionidae. Il mesure en moyenne 2,5 millimètres de long. Étant inféodé au hêtre commun, ce charançon provoque de gros dégâts sur ses peuplements.

## Description

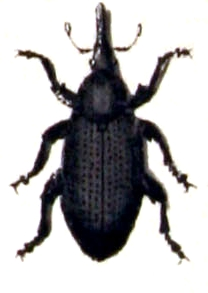
Orchestes fagi, adulte

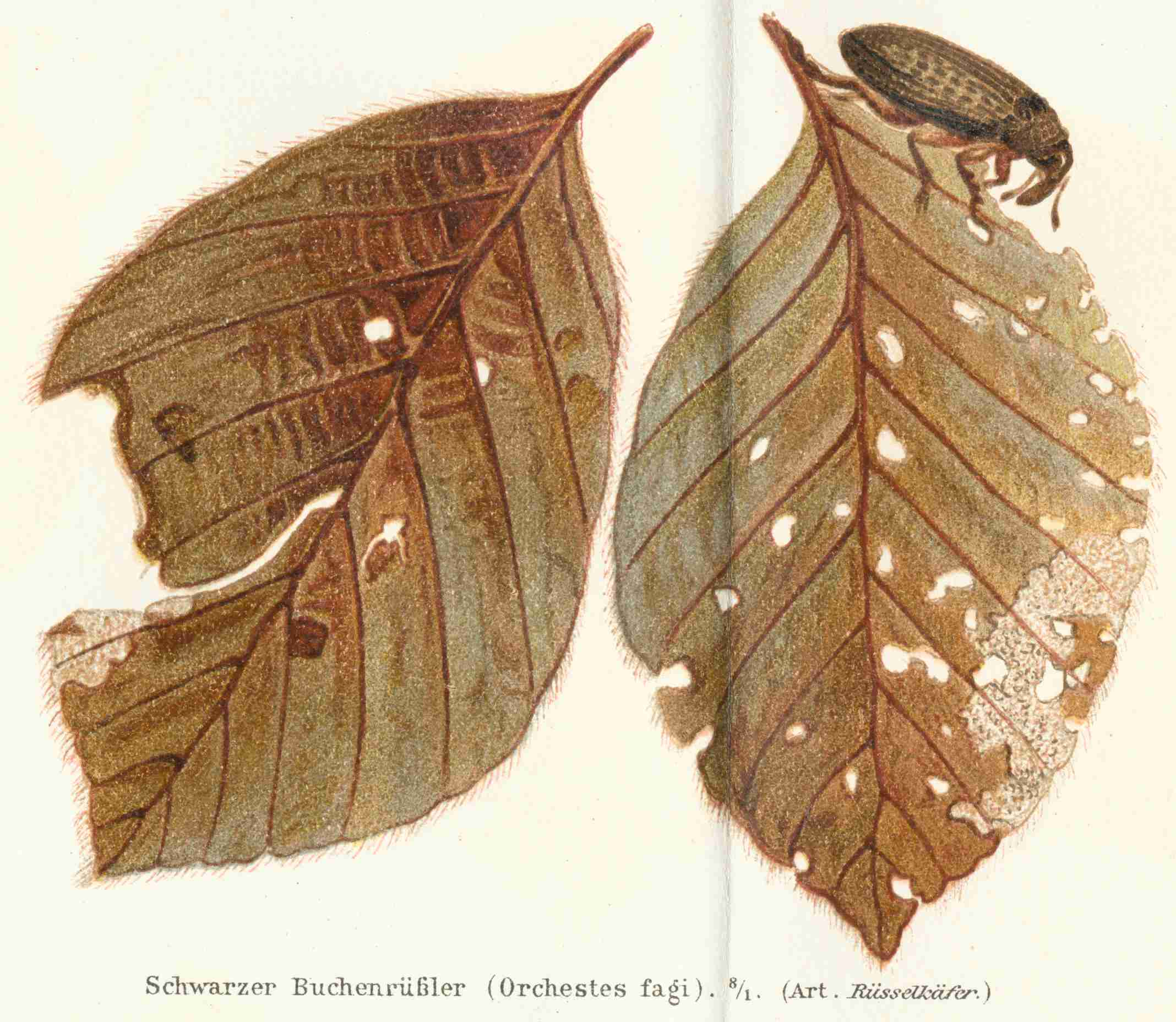
Orchestes fagi grignotant une feuille de hêtre vers la fin de l'été. Gravure effectuée par A.E.Brehm dans son ouvrage Les Insectes paru en 1898

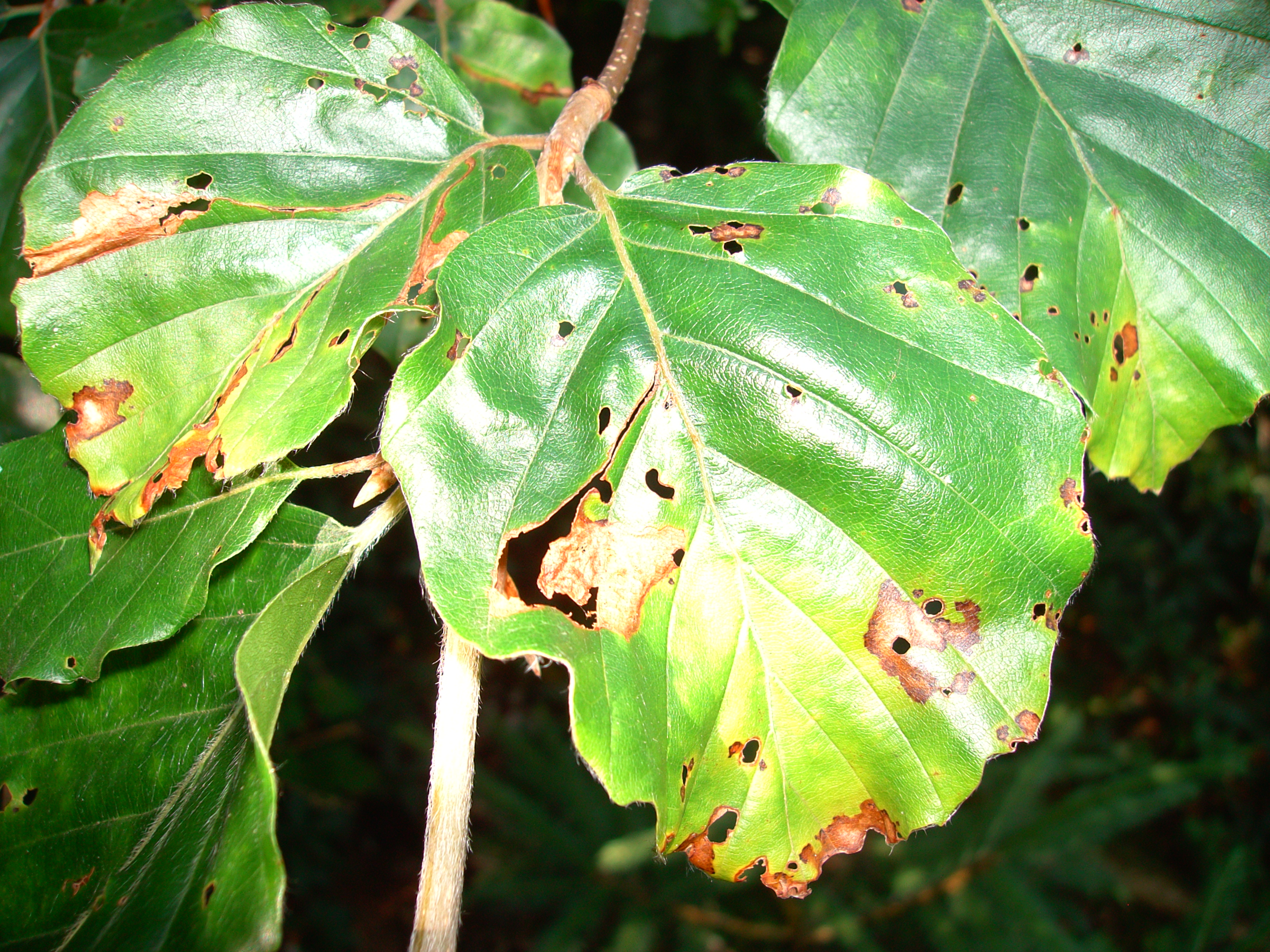
Dommages effectués sur une feuille de hêtre

Le Charançon du hêtre est l'espèce qui malgré sa ténuité et son insignifiance apparente se fait remarquer davantage parmi le genre Orchestes. Sans le bec, il mesure 2,5 mm de long ; il est noir, couvert d'une villosité fine et égale à reflets grisâtres ; les antennes et les pattes sont légèrement teintées de jaune-brun.

## Mœurs, habitudes et régime
Après avoir passé l'hiver, ce coléoptère s'installe au mois de mai sur les feuilles de hêtre en voie de bourgeonnement, à la fois pour se nourrir et s'y reproduire. Dans le premier cas, il perce des petits trous ; pour remplir sa seconde tâche, la femelle accole solidement un œuf contre la nervure médiane en le poussant sous la cuticule près de la base de la feuille. Le plus souvent, elle choisit des feuilles intactes qu'elle gratifie d'ordinaire d'un seul œuf d'un blanc jaunâtre. La larve, éclose au bout de huit jours, se met à ronger le parenchyme entre les membranes supérieures et inférieures de la feuille en se creusant une mine de plus en plus large, dirigée vers la partie antérieure et extérieure, pour se terminer d'ordinaire auprès de la pointe. Une fois arrivée là, la larve a acquis tout son accroissement. Elle a l'anneau prothoracique foncé, partagé en deux au milieu et porte un appendice charnu ainsi que conique sur son dernier anneau. Notre larve élargit encore sa mine et passe à l'état de nymphe en s'entourant d'un cocon transparent.
L'imago éclot généralement à la mi-juin mais peut apparaître plus tôt, car la larve n'a guère besoin que de trois semaines et la nymphe d'une semaine pour arriver au terme du développement. Il se met bientôt à sauter de feuilles en feuilles en les rongeant à l'instar de ses parents et se cache sous les feuilles quand l'approche de la mauvaise saison se fait sentir. C'est à ce moment que les imagos sont le plus visible. En effet si en automne, on marche sur les feuilles près de la lisière des bois, on entend ces petits insectes réunis pour passer l'hiver, qui troublés sautent sur les feuilles sèches et rebondissent bruyamment.

## Impact sur les hêtraies
La mine qui aboutit au bord et à l'extrémité de la feuille brunit aussitôt que la matière verte a été consommée ; mais dans le courant de l'été se détache de la feuille, de sorte que celle-ci s'enroulant irrégulièrement, paraît rongée d'avant en arrière et présente des bords décomposés et filandreux. Quand des milliers de feuilles d'un vieux hêtre sont ainsi marquées, le superbe colosse paraît roussi de haut en bas comme il le serait si les tendres feuilles du printemps avaient été surprises par les gelées, ou frappées par la grêle depuis plusieurs semaines. Mais si un vieil arbre peut supporter une pareille épreuve une fois ou même deux fois et résister à une nutrition incomplète due à l'altération du feuillage, les plantations de hêtre sont dans une situation plus critique si le fléau les atteint au même degré ; et s'il se répète plusieurs années de suite, elles peuvent être détruites entièrement.